# Christian Stangl

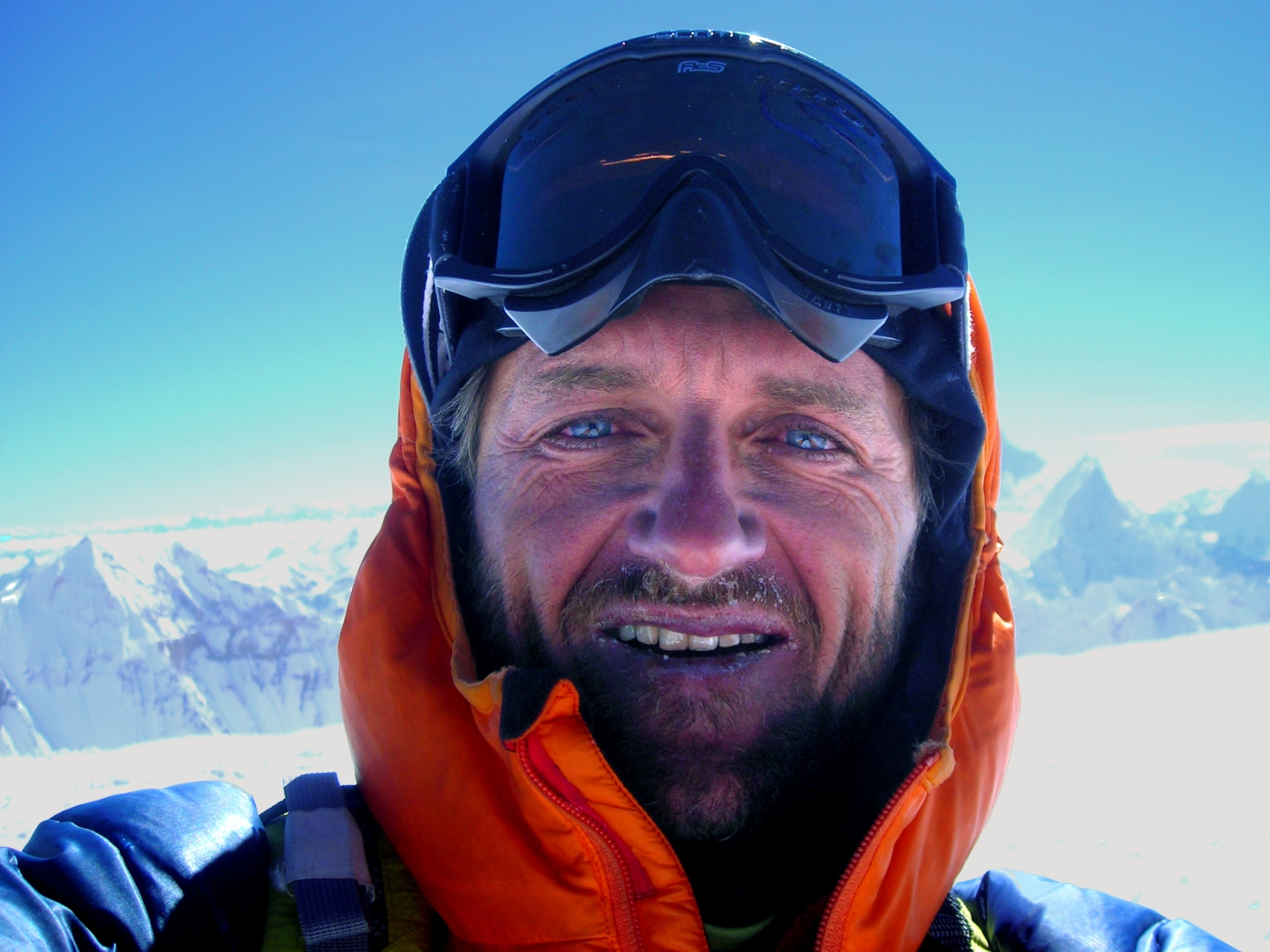
Christian Stangl am Gipfel des
Cho Oyu (8188 m)

Christian Stangl (* 10. Juli 1966 in Landl) ist ein österreichischer Alpinist und Bergführer. Durch zahlreiche besonders schnelle Besteigungen hoher Berge wurde er als „Skyrunner“ bekannt. Am 15. Jänner 2013 hat Stangl als erster Mensch die Seven Second Summits bezwungen, die zweithöchsten Berge aller sieben Kontinente. Im Jahr 2010 hatte er einräumen müssen, den Gipfel des K2 (8611 m) nicht wie zuvor behauptet erreicht zu haben. Seitdem belegte er seine Gipfelbesteigungen mehrfach. Im Jahr 2012 stand er auf dem Gipfel des K2.
Stangls wichtigster Erfolg war die Besteigung der jeweils drei höchsten Berge auf allen sieben Kontinenten, der sogenannten Triple Seven Summits – als erstem Bergsteiger gelang ihm die Besteigung aller 21 Gipfel. Am 23. August 2013 schloss er dieses Projekt mit der Besteigung des Shkhara (5193 m) ab. Wegen einiger Mess- und Definitionsfragen bestieg er insgesamt 30 Gipfel und konnte damit jegliche Fehler ausschließen. Alle 21 Gipfel seines Triple-Seven-Summits-Projekts sind mehrfach verifiziert worden.
Das Guinness-Buch der Rekorde hat drei Pionierleistungen Stangls zertifiziert.

## Leben und Unternehmungen

### Kindheit und Jugend
Christian Stangl wurde 1966 in Landl im Osten des alpinen Nationalparks Gesäuse geboren. Nach der Schulzeit absolvierte er eine fünfjährige Ausbildung zum Elektrotechniker (HTL). Wenig später begann er mit dem Klettern und unternahm erste Hochtouren in den Westalpen. Schon bald folgten erste Solo- und Speedbegehungen, Enchaînements und Winterbegehungen, hauptsächlich im Gesäuse. 1989 begann er die Ausbildung zum Bergführer.

### Höhenbergsteigen
Mit dem Höhenbergsteigen begann Christian Stangl Anfang der 1990er-Jahre; in den südamerikanischen Anden bestieg er mehrere Sechstausender, unter anderem den 6961 m hohen Aconcagua (1990). Beim Versuch, seinen ersten Siebentausender, den 7285 m hohen Ogre zu besteigen, wurde er 1991 von einer Lawine schwer verletzt. Es folgten ein Versuch am Latok II (7108 m) 1993 und weitere hohe Andengipfel. 1998 erreichte Stangl mit dem Shishapangma seinen ersten Achttausender, die Besteigung erfolgte über die „Britenroute“ in der Südwand.
In den nächsten Jahren versuchte Stangl Erstbegehungen am Gasherbrum I und konnte 2001 eine Solobesteigung des Cho Oyu verzeichnen, seine dabei begangene Neuroute vereinigt sich auf 7000 m mit der Tichy-Route von 1954.

### Beginn des „Skyrunning“
Ab 1995 entwickelte Stangl anlässlich schneller Besteigungen hoher Andengipfel die Idee, Höhenbergsteigen „auf Zeit“ auszuprobieren und sich den geringeren Materialbedarf bei schnellen, eintägigen Begehungen zunutze zu machen. 2002 bestieg er den Aconcagua in 4:25 Stunden vom Basislager zum Gipfel, was er als seinen ersten Skyrun bezeichnet. 2003 unternahm er mit seinem „Jogging-High-Projekt“ einen ersten Serien-Skyrun, der neun Sechstausender in 18 Tagen umfasste. Im darauffolgenden Jahr versuchte er am Broad Peak eine erste Besteigung eines Achttausenders an einem Tag und erreichte den Kibo in 5:36 Stunden. 2005 bestieg Stangl in den Anden zehn Sechstausender in sieben Tagen. 2006 folgten drei Sechstausender an einem Tag und 2008 vier Sechstausender an einem Tag (Prinacota, Pomerape, Acotango, Guallatiri).
In seiner theoretischen Konzeption des Skyrunnings orientierte sich Stangl am Alpinstil und bezeichnete seinen Begehungsstil selbst als „Superalpinstil“. Dies bezieht sich auf den Verzicht auf feste Hochlager, Träger und zusätzlichen Sauerstoff. Stangl benutzte jedoch, wenn vorhanden, die von anderen Teams gelegten Fixseile und hinterlassenen Spuren, sodass sein Begehungsstil oft in entscheidenden Punkten vom Alpinstil abweicht.

### Seven Summits: Speed-Projekt
Mit der ersten Besteigung des Mount Everest innerhalb von einem Tag 2006 begann Stangl seinen Versuch, alle Seven Summits, die höchsten Gipfel der Kontinente, im Skyrunning-Stil zu besteigen. Dieses Projekt schloss er am 7. Dezember 2007 mit einem neuen Rekord am Mount Vinson erfolgreich ab. Die Gesamtzeit für die Besteigung aller sieben Gipfel gibt er mit 58 Stunden und 45 Minuten an, sie beträgt damit etwa ein Achtel der sonst üblichen Zeit.
Die Einzelzeiten bei dieser Unternehmung waren:
- Mount Everest: 16:42 h
- Aconcagua: 4:25 h, Rekord
- Denali: 16:45 h
- Elbrus: 5:18 h, Rekord
- Kibo: 5:36 h
- Mount Vinson: 9:10 h, Rekord
- Carstensz-Pyramide: 0:49 h, Rekord

### Seven Second Summits
Als nächstes Projekt verfolgte Stangl das Ziel, auch die zweithöchsten Kontinentalgipfel, die sogenannten Seven Second Summits, im Skyrunning-Stil zu besteigen. Wenn ihm diese Besteigungsserie als erstem Bergsteiger gelingen sollte, wäre er zugleich der Erste, der sowohl die Seven Summits als auch die Seven Second Summits vollendet hat. Bereits im Jahr 2007 hatte Stangl einige Gipfel für dieses Projekt ins Visier genommen, er bestieg den Ojos del Salado (6893 m) in den Anden und den Ngga Pulu (4862 m) auf der zu Ozeanien gehörenden Insel Neuguinea.
Im Jahr 2008 bestieg Stangl bei einer längeren Expedition mehrere der höchsten Berge von Antarktika. Den Gipfel des Mount Shinn (4660 m) erreichte Stangl auf einer neuen direkten Route durch die Südwand. Auch der Mount Gardner (4587 m) konnte bestiegen werden, aber beim zweithöchsten Berg des Kontinents, dem 4852 Meter hohen Mount Tyree, gelang bei dieser Expedition kein Gipfelerfolg.
Im Sommer des Jahres 2008 unternahm Stangl seine erste Expedition zum K2, mit 8611 Metern der zweithöchste Berg Asiens. Der Berg gilt als gefährlich und sehr schwer zu besteigen. Nachdem infolge einer Eislawine am „Flaschenhals“ (ca. 8200 m) elf Bergsteiger ums Leben gekommen waren, brachen Stangl und die meisten anderen Bergsteiger ihre Expeditionen ab (siehe K2-Tragödie 2008). Stangl hatte zuvor auf dem Abruzzi-Sporn eine Höhe von 8100 Metern erreicht.
Zu Beginn des Jahres 2009 gelang Stangl die Besteigung des 5199 Meter hohen Batian in Afrika und im September eine Besteigung des 5224 Meter hohen Dychtau im Kaukasus. Außerdem unternahm er einen weiteren Versuch, den K2 zu besteigen. Beim Gipfelversuch erreichte ein internationales Team, dem auch Stangl angehörte, eine Höhe von etwa 8300 Metern; hüfthoher Schnee verhinderte einen Gipfelerfolg. Seit dem Jahr 2009 verfolgte Stangl sein Projekt öffentlich unter dem Titel „14 Seven Summits“.
Im Jahr 2010 bestieg Stangl zunächst den Puncak Trikora (4730 m) in Ozeanien, anschließend den zweithöchsten Berg Nordamerikas, den 5959 Meter hohen Mount Logan in Kanada. Er begab sich im Sommer zum dritten Mal in den pakistanischen Karakorum, um den K2 zu besteigen.
Mit der Besteigung der zweithöchsten Gipfel Ozeaniens (siehe Tabelle) war Stangl im Jänner 2013 schließlich der erste Mensch, der erfolgreich die zweithöchsten Gipfel der sieben Kontinente erklommen hatte.

### Kontroverse um den K2 2010
Eine besondere bergsteigerische Leistung wollte Stangl am 12. August 2010 im Zuge seines „14 Seven Summits“-Projektes für sich verbuchen. Er gab an, um 10 Uhr vormittags den Gipfel des K2 (8611 m), des zweithöchsten Berges der Erde, erreicht zu haben. Er sei bei dieser Tour insgesamt 70 Stunden unterwegs gewesen, das wäre Rekordzeit gewesen. Er wäre zudem der erste Bergsteiger seit 2008 gewesen, der den Gipfel des K2 erreicht hätte. Für Stangls „14 Seven Summits“-Projekt schien jetzt nur noch der Mount Tyree zu fehlen, den er noch im Dezember 2010 besteigen wollte.
Allerdings gab es sehr schnell Zweifel an dieser Besteigung. So sollen laut den Bergsteigern, die mit Stangl zur gleichen Zeit am K2 waren, wie Zsolt Török, George Dijmarescu und Maxut Zhumayev, keine Spuren von Stangl auf dem von ihm selber beschriebenen Weg vorhanden gewesen sein. Die von Stangl beschriebene Route konnte er also ihrer Meinung nach nicht genommen haben.
Auch das Wetter auf den Bildern der Gipfelbesteigung passte nicht zu den am Tag der Beschreibung vorherrschenden Bedingungen. So zeigen die Bilder einen sonnigen Tag, im Gegensatz zu den Beobachtungen der Bergsteiger am K2.
Weiterhin war Stangl nach der Rückkehr vom K2 bei bester Gesundheit, kein Anzeichen einer Erschöpfung war zu erkennen. Noch am gleichen Tag trat Stangl den Heimweg an. So blieben zwei ungenaue Fotos der einzige Beweis des Gipfelerfolges, da er weder Handy noch GPS-Gerät bei sich trug.
Stangl erklärte am 31. August 2010, angesichts von mehreren Erpressungsversuchen und Bedrohungen durch einige Bergsteiger wolle er sich zu dem Thema nicht äußern und sich auch nicht verteidigen. Kurz darauf nahm er dann doch in einer E-Mail Stellung zu einigen Kritikpunkten. Dass er den anderen Bergsteigern nicht begegnet sei, könne daran gelegen haben, dass er beim Abstieg teilweise einen anderen Weg genommen habe. Das ungenaue Gipfelfoto begründete er damit, dass er sich selbst habe aufnehmen müssen.
Am 7. September 2010 gab Stangl zu, dass er den Gipfel des K2 nicht erreicht hatte. Das vermeintliche Gipfelfoto sei etwa 1000 Höhenmeter unter dem Gipfel aufgenommen worden. Stangl gab an, so sehr unter Druck gestanden zu sein, dass er sich die Gipfelbesteigung nur eingebildet habe. Laut Medienberichten vom 8. September 2010 hatte Stangl das Basislager in 5300 m Höhe gar nicht verlassen. Da das Wetter am betreffenden Tag nicht zum Himmel am „Gipfelfoto“ passt und das Foto nach einem Vergleich mit früheren Bildern in der Nähe von Lager 3 aufgenommen wurde, geht man davon aus, dass es von einem früheren Versuch stammt.

### Triple Seven Summits

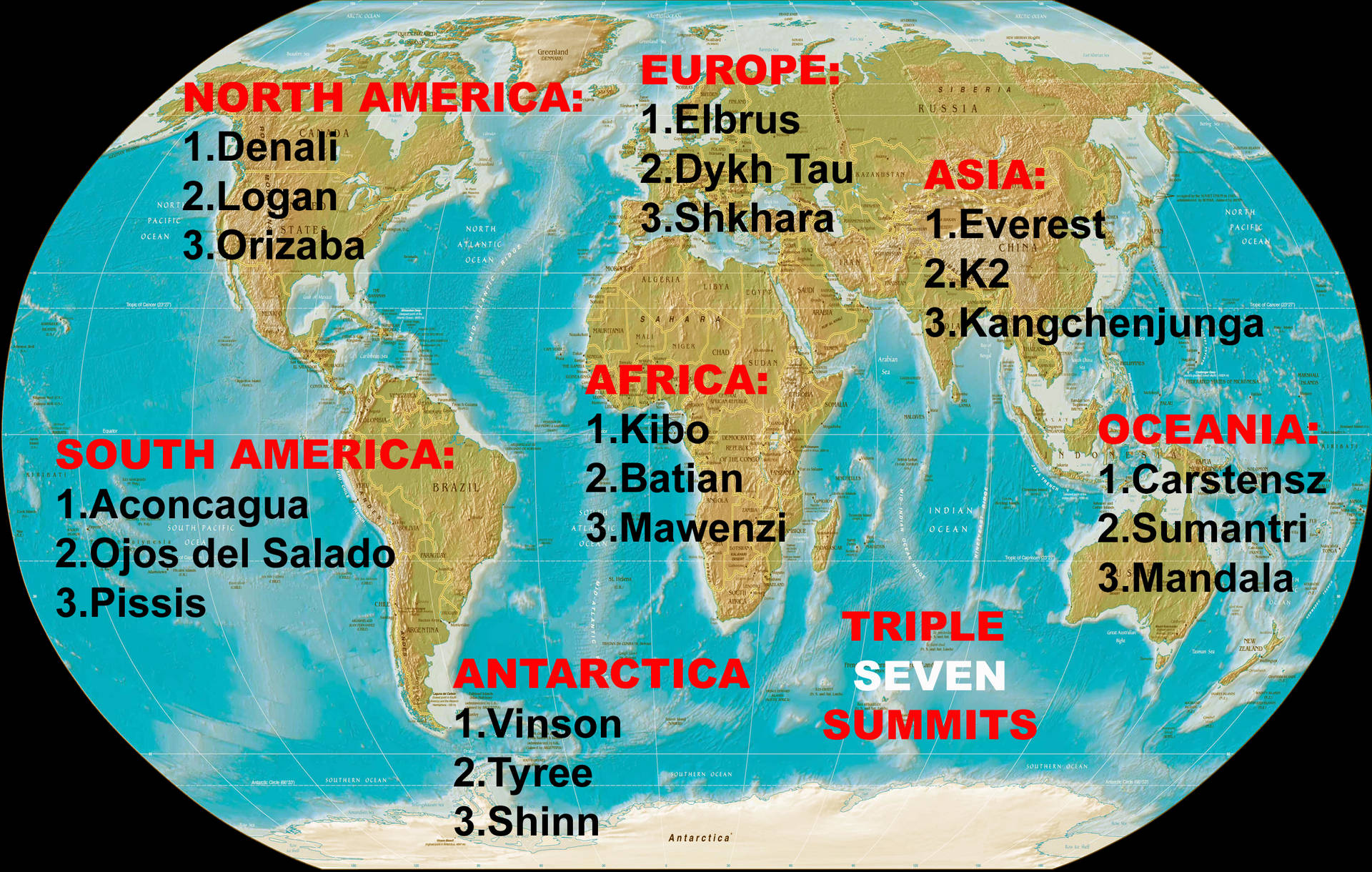
Weltkarte der Triple Seven Summits, der drei höchsten Gipfel aller sieben Kontinente

Der K2-Skandal bewog Stangl zu einem radikalen Umdenken. Er zog sich zeitweise aus der Öffentlichkeit zurück und setzte seine Besteigungen auf den sieben Kontinenten erst nach einer längeren Unterbrechung fort. Dabei erweiterte er das Projekt Seven Second Summits – fortan ging es ihm darum, als erster Mensch die drei höchsten Berge aller sieben Kontinente zu besteigen, die sogenannten Triple Seven Summits („21 Weltberge im 21. Jahrhundert“). Damit war auch eine Abkehr vom Speed-Bergsteigen verbunden. Stangl legte nun erheblich größeren Wert auf die exakte Dokumentation seiner Erfolge (Fotos, Videos, GPS-Tracks).
Noch Ende 2010 gelang ihm die Besteigung des Pico de Orizaba (5636 m, Mexiko), der dritthöchste Berg von Nordamerika. Im Frühjahr 2011 fuhr Stangl mit einem einfachen Militärfahrrad vom Indischen Ozean in den Himalaja, wanderte dann 11 Tage ins Basislager des Kangchendzönga (8586 m) und konnte nach insgesamt 76 Tagen den Gipfel des dritthöchsten Berges von Asien erreichen. In der Fachwelt erntete er für diese Achttausendertour by fair means einige Anerkennung. Im Sommer 2011 ging es erneut zum K2, aber wie schon seit 2008 konnte auch in dieser Saison kein Bergsteiger den Gipfel von der pakistanischen Seite aus erreichen.
Für Ende 2011 plante Stangl eine Expedition zur Besteigung des Mount Tyree (4852 m), des zweithöchsten Berges von Antarktika. Da für Stangl die Seven Second Summits nur noch ein Zwischenziel für sein 21-Weltgipfel-Projekt waren, lud er seinen Mitbewerber Hans Kammerlander ein, die Besteigung des Mount Tyree gemeinsam zu machen. Am 3. Jänner 2012 gelangten sie zusammen mit dem Österreicher Robert Miller über die Ostwand und den Nordostgrat auf den Gipfel des Mount Tyree.
Im Februar 2012 stand für Stangl eine erneute Reise nach Neuguinea auf dem Programm; zuvor hatten ungenaue und teils veraltete Messungen erhebliche Unsicherheiten für die Rangfolge der höchsten Berge Ozeaniens bewirkt. Der deutsche Alpin-Chronist Eberhard Jurgalski wies auf NASA-Messungen aus dem Jahr 2000 (Shuttle Radar Topography Mission) hin, die ergeben hatten, dass der Puncak Mandala höher als der Puncak Trikora ist. Die Besteigung des Puncak Mandala (4758 m) erfolgte am 28. Februar 2012 über die Nordseite. Dabei setzte Stangl, wie bereits bei früheren Besteigungen, GPS-Technik ein, um zusätzliche Sicherheit zu erlangen. Er bestätigte die Radarmessungen der NASA (siehe Seven Second Summits).
Im Sommer 2012 folgte eine neue K2-Expedition; die Bedingungen waren dieses Mal deutlich besser als in den Jahren davor. Am späten Abend des 30. Juli begannen Stangl und der polnische Bergsteiger Adam Bielecki ihren entscheidenden Aufstieg direkt von Lager III (7400 m) und gelangten am nächsten Tag gegen 16 Uhr auf den 8611 Meter hohen Gipfel. Die Bergsteiger absolvierten die Besteigung ohne zusätzlichen Sauerstoff. Nach insgesamt 23 Stunden erreichten sie wieder das Lager III.
Im Dezember 2012 bestieg er den Margherita Peak (5109 m) im Ruwenzori-Gebirge, weil zu dieser Zeit noch nicht ausgeschlossen werden konnte, dass dies vielleicht doch der dritthöchste Berg Afrikas war. Seine GPS-Messungen bestätigten, dass der  Margherita Peak nur der vierthöchste Gipfel Afrikas ist.
Neue geografische Erkenntnisse veranlassten Stangl im Jänner 2013 zu einer weiteren Neuguinea-Expedition. Die Mitarbeiter der US-amerikanischen Internetplattform Peakbagger.com hatten 2012 eine Aufstellung der Seven Second Summits veröffentlicht, bei der erstmals der Sumantri mit 4870 Metern Höhe und 350 Metern topografischer Prominenz als zweithöchster Berg Ozeaniens aufgeführt wurde.
Stangl hatte schon mehrere andere Gipfel auf Neuguinea bestiegen, konnte aber die neuen Informationen nicht ignorieren. Am 15. Jänner 2013 bestieg er den Sumantri und machte Vermessungen mit GPS. Er bestätigte die neuen Erkenntnisse und musste seine eigene Aufstellung der Triple Seven Summits entsprechend korrigieren.
Ende Jänner 2013 bestieg Stangl gemäß den Bass-Kriterien auch die drei höchsten Berge des australischen Festlandes, den Mount Kosciuszko (2228 m), den Mount Townsend (2209 m) und den Mount Twynam (2195 m) in den Snowy Mountains von New South Wales.
Schließlich reiste Stangl noch in den Kaukasus und bestieg am 23. August 2013 zusammen mit dem Georgier Archil Badriashvili und dem Österreicher Michael Haidn den 5193 Meter hohen Shkhara über die Südwand. Der dritthöchste Berg Europas war der letzte Berg für die Triple Seven Summits.
Anschließend wurden Stangls Erfolge vom Chronisten Eberhard Jurgalski, der Fachkommission von Guinness World Records und zahlreichen internationalen Alpin-Journalisten bestätigt.

## Bilanz

### Guinness World Records
Von Guinness World Records wurden Stangl insgesamt drei Alpinismus-Rekorde zuerkannt:
- Erster Bergsteiger auf den Triple Seven Summits, erreicht in einem Zeitraum von sieben Jahren (Mount Everest 2006 – Shkhara 2013).[48]
- Erster Bergsteiger auf den Seven Second Summits, erreicht in einem Zeitraum von sechs Jahren (Ojos del Salado 2007 – Sumantri 2013).[49]
- Erster Bergsteiger auf den Seven Third Summits, erreicht in einem Zeitraum von fünf Jahren (Mount Shinn 2008 – Shkhara 2013).[50]

Am 17. September 2013 nahm Stangl die drei Urkunden im Empfang. Die drei Pionierleistungen erschienen anschließend im Guinness-Buch des Jahres 2014.

### Tabelle der Triple Seven Summits
Die folgende Tabelle gibt einen Überblick über die wichtigsten Daten von Christian Stangls Besteigungen für das Triple Seven Summits Projekt. Sie basiert im Wesentlichen auf einer von Eberhard Jurgalski erstellten Liste und Stangls Projekt-Website. Bei der Nummerierung wurde berücksichtigt, dass es sich eigentlich um 21 Berge handelt, wobei die alpinistische Tradition mit den Listen von Bass und Messner zwei leicht unterschiedliche Varianten anerkennt, die Bass-Version (B) und die anspruchsvollere Messner-Version (M).
| Nr. | Datum      | Berg               | Höhe   | Kontinent             | Besteigungsserie     | M | B | Anmerkungen                                             |
| --- | ---------- | ------------------ | ------ | --------------------- | -------------------- | - | - | ------------------------------------------------------- |
| 1   | 25.05.2006 | Mount Everest      | 8848 m | Asien                 | Seven Summits        | ✔ | ✔ | Nordroute, Skyrun 16:42 h, ohne zusätzlichen Sauerstoff |
| 2   | 23.11.2007 | Aconcagua          | 6961 m | Südamerika            | Seven Summits        | ✔ | ✔ | 1990, 2002, 2007. Skyrun 4:25 h (2002, Rekord)          |
| 3   | 26.05.2007 | Denali             | 6194 m | Nordamerika           | Seven Summits        | ✔ | ✔ | West-Buttress-Route, Skyrun 16:45 h                     |
| 4   | 13.02.2009 | Kibo               | 5895 m | Afrika                | Seven Summits        | ✔ | ✔ | Rongai-Route, Skyrun 5:36 h (2004)                      |
| 5   | 03.06.2012 | Elbrus             | 5642 m | Europa                | Seven Summits        | ✔ | ✔ | 2004, 2006, 2012. Skyrun 5:18 h (2006, Rekord)          |
| 6   | 07.12.2007 | Mount Vinson       | 4892 m | Antarktika            | Seven Summits        | ✔ | ✔ | 2007, 2009. Skyrun 9:10 h (2007, Rekord)                |
| 7a  | 08.04.2007 | Carstensz-Pyramide | 4884 m | Ozeanien / Australien | Seven Summits        | ✔ |   | Nordwand, Harrer-Route, Skyrun 0:49 h (Rekord)          |
| 7b  | 27.01.2013 | Mount Kosciuszko   | 2228 m | Ozeanien / Australien | Seven Summits        |   | ✔ |                                                         |
| 8   | 31.07.2012 | K2                 | 8611 m | Asien                 | Seven Second Summits | ✔ | ✔ | Südostgrat (Abruzzi), ohne zusätzlichen Sauerstoff      |
| 9   | 24.02.2007 | Ojos del Salado    | 6893 m | Südamerika            | Seven Second Summits | ✔ | ✔ | 1996, 2007. Skyrun 3:44 h (2007)                        |
| 10  | 22.05.2010 | Mount Logan        | 5959 m | Nordamerika           | Seven Second Summits | ✔ | ✔ | King-Trench-Route                                       |
| 11  | 06.09.2009 | Dychtau            | 5205 m | Europa                | Seven Second Summits | ✔ | ✔ | Nordwestgrat                                            |
| 12  | 06.02.2009 | Batian             | 5199 m | Afrika                | Seven Second Summits | ✔ | ✔ | Nelion-Ostwand und Gratübergang zum Batian              |
| 13  | 03.01.2012 | Mount Tyree        | 4852 m | Antarktika            | Seven Second Summits | ✔ | ✔ | Route über NO-Grat und Ostwand                          |
| 14a | 15.01.2013 | Sumantri           | 4870 m | Ozeanien / Australien | Seven Second Summits | ✔ |   | Südflanke, Traverse von Ngga Pulu und Sumantri          |
| 14b | 28.01.2013 | Mount Townsend     | 2209 m | Ozeanien / Australien | Seven Second Summits |   | ✔ |                                                         |
| 15  | 20.05.2011 | Kangchendzönga     | 8586 m | Asien                 | Seven Third Summits  | ✔ | ✔ | Südwestflanke, ohne zusätzlichen Sauerstoff             |
| 16  | 21.12.2008 | Monte Pissis       | 6795 m | Südamerika            | Seven Third Summits  | ✔ | ✔ | Route über die Nordflanke                               |
| 17  | 16.12.2010 | Pico de Orizaba    | 5636 m | Nordamerika           | Seven Third Summits  | ✔ | ✔ | Route via Refugio Piedra Grande                         |
| 18  | 23.08.2013 | Schchara           | 5193 m | Europa                | Seven Third Summits  | ✔ | ✔ | Südostwand                                              |
| 19  | 12.02.2009 | Mawenzi            | 5148 m | Afrika                | Seven Third Summits  | ✔ | ✔ | Öhler-Route, Variation                                  |
| 20  | 25.11.2008 | Mount Shinn        | 4660 m | Antarktika            | Seven Third Summits  | ✔ | ✔ | Erstbegehung direkte Südwand, solo                      |
| 21a | 28.02.2012 | Puncak Mandala     | 4758 m | Ozeanien / Australien | Seven Third Summits  | ✔ |   | Neuroute über die NW-Flanke                             |
| 21b | 28.01.2013 | Mount Twynam       | 2195 m | Ozeanien / Australien | Seven Third Summits  |   | ✔ |                                                         |

### Besteigungen zusätzlich zur Messner-Version
Neben den 21 Bergen der Messner-Version, die Stangl als die eigentlichen „21 Weltberge“ ansieht, bestieg Stangl, um allen Definitionen zu genügen und einige Unklarheiten zu beseitigen, noch neun weitere Gipfel auf drei Kontinenten.
- Um auch der Bass-Version zu genügen, bestieg er die drei höchsten Berge des australischen Festlandes: Mount Kosciuszko, Mount Townsend  und Mount Twynam (siehe 7b, 14b, 21b in der Tabelle).
- Im Jahr 2012 bestieg er im Rahmen des Projekts die drei höchsten Berge der Alpen: den Mont Blanc (4810 m), den er schon 1985 bestiegen hatte, sowie die Dufourspitze (4634 m) und den Dom (4545 m). In der Geografie ist es eine von mehreren üblichen Lehrmeinungen, die Grenze zwischen Europa und Asien nördlich des Kaukasus entlang der Manytschniederung zu ziehen. Damit wären die Alpen das höchste Gebirge Europas und die drei höchsten Berge der Alpen wären die drei höchsten des Kontinents.
- Drei weitere Gipfel wurden aufgrund von zeitweiligen Unklarheiten bezüglich der Höhenangaben bestiegen: Ngga Pulu (2007, nochmals 2013) und Puncak Trikora (2010) in Ozeanien sowie der Rwenzori (Margherita Peak) (2012) in Afrika.[30]

## Andere Unternehmungen und Privates
Christian Stangl unternahm bereits in seiner Jugend lange Fahrradtouren. So fuhr er 1985 in 28 Tagen quer durch die Alpen, wobei er Matterhorn, Mont Blanc, Eiger, Piz Palü, Cevedale, Königsspitze und Ortler bestieg. Als Training fuhr er mit dem Fahrrad lange Touren, zum Beispiel 2001 in 21 Tagen von Admont nach Gibraltar oder 2002 von Admont nach Athen. 2005 durchquerte er zu Fuß die Atacamawüste in Nord-Süd-Richtung allein in 34 Tagen, wobei er eine Strecke von 900 Kilometern zurücklegte.
Im Jahr 2019 fand eine Solo Erstbegehung des Süd-Südostgrates des Berges Cerro de la Ramada (6.384 m) in den argentinischen Anden statt. Erste Besteigung des Berges von der Südseite, 24.–26.  März.
2022 unternahm Stangl eine Expedition in Südamerika, bei der er in einer Solobegehung den Alma Negra (6.110 m) als erster auf einer neuen Route vom Süden her besteigen konnte.
Christian Stangl lebt in Admont (Steiermark) und arbeitet als staatlich geprüfter Berg- und Skiführer. Er hält Multimediavorträge über seine Besteigungen und leitet Seminare für Führungskräfte.